# Georges Canetti
Georges Canetti (Ruse, Bulgaria; 23 de enero de 1911-Vence, Francia; 27 de agosto de 1971) fue un médico e investigador de la tuberculosis francés, hermano del premio nobel de literatura Elias Canetti y del promotor musical Jacques Canetti.

## Biografía
Los hermanos Canetti nacieron en la ciudad búlgara de Ruse dentro de una acomodada familia judía de origen sefardí (su apellido era realmente una variación del original español "Cañete"), siendo el ladino y el alemán sus lenguas familiares. En 1911 la familia se mudó a Inglaterra, y posteriormente a Viena.
Georges Canetti estudió medicina en Viena (1929-1931) y París (1931-1936), consiguiendo la nacionalidad francesa en 1933. En el año 1937 comenzó a trabajar en el Instituto Pasteur, mientras dirigía (hasta 1944) el laboratorio de patología anatómica del Hospital Cochin. 
En 1954 fue nombrado jefe de laboratorio del Instituto Pasteur como prestigioso investigador de la tuberculosis, enfermedad que él había contraído en 1934 y contra la que luchó durante muchos años personal y profesionalmente.
En 1970 sería nombrado vicepresidente del instituto.
En 1958 la OMS le incluyó en su nómina de expertos. En 1959 le fue otorgada en Francia la Legión de Honor.
Tras su muerte se encontraron cerca de 400 cartas de la rica correspondencia que tuvo con su hermano Elias y su cuñada Veza, la escritora vienesa y primera mujer de este.